# Cephaloleia emarginata
Cephaloleia emarginata es un coleóptero de la familia Chrysomelidae.
Fue descrita científicamente en 1875 por Baly.